# Family Portrait
Family Portrait ist ein Lied der US-amerikanischen Sängerin P!nk, das im November 2001 erschien.

## Entstehung und Veröffentlichung
Geschrieben und produziert wurde das Lied von der Interpretin Alecia Moore (Pink) selbst. Während sie beim Schreibprozess von Scott Storch unterstützt wurde, bekam sie bei der Produktion Unterstützung von L.A. Reid.
Die Erstveröffentlichung von Family Portrait erfolgte am 20. November 2001 bei Arista Records, als Teil von Pinks zweiten Studioalbum Missundaztood (Katalognummer: 07822147182). Am 16. September 2002 erschien das Lied zunächst als Airplay, bevor es am 18. November 2002 als vierte Singleauskopplung aus dem Album erschien. Diese erschien als CD-Maxi-Single mit zwei Remixen der vorangegangenen Single Just Like a Pill (Katalognummer: 74321982102).

## Inhalt
Der autobiografische Text beschreibt die Gefühle eines Mädchens bei der Trennung seiner Eltern. P!nk hat ihre eigenen Erfahrungen als Scheidungskind in diesem Song thematisiert. Ihr Vater James Moore und ihre Mutter Judith trennten sich, als P!nk acht Jahre alt war.
Der Liedtext richtet sich sowohl direkt an die Mutter (Mama please stop cryin, I can’t stand the sound – Mama hör auf zu weinen, ich kann den Klang nicht ertragen) als auch an den Vater (Daddy please stop yellin, I can’t stand the sound – Papa hör auf zu schreien, ich kann den Klang nicht ertragen) und beschreibt die familiären Konflikte als einen Kriegsschauplatz (It ain’t easy growin up in World War III – Es ist nicht leicht, im dritten Weltkrieg aufzuwachsen).

## Musikvideo
Das dazugehörige Musikvideo entstand unter der Regie von Sophie Muller. Dabei ist neben einer dunkelhaarigen Pink ein in vielen Einstellungen gleich gekleidetes, ebenfalls dunkelhaariges von Kelsey Lewis gespieltes Mädchen zu sehen, das den Text lippensynchron vorträgt. Das Video ist die erste Zusammenarbeit zwischen Muller und P!nk, deren bisherige Musikvideos alle von Dave Meyers realisiert worden waren.
Mullers Musikvideo war bei den Music Video Production Association Awards im Jahr 2003 in den Kategorien Pop Video of the Year und Best Direction of a Female Artist für diese Auszeichnung nominiert.

## Rezensionen
Victoria Segal rezensierte den Song für das britische Musikmagazin New Musical Express. Sie bezeichnet den Titel als schamlosen Spendenmarathon-Rock, der dazu bestimmt sei jedes Kind-in-Not von heute bis zum Tag des jüngsten Gerichtes zu beschallen („a shameless telethon-rock, destined to soundtrack every Children In Need from now until Doomsday“).
Paul Matthews besprach den Titel im E-Zine UKMIX als zwar nicht den stärksten des Albums, aber dennoch als einen sicheren Kandidaten für eine Platzierung unter den Top 10. Er hebt Pinks stacheligen und schroffen Vortrag als für das Thema besonders effektiv hervor.

## Kommerzieller Erfolg

### Chartplatzierungen
| ChartsChartplatzierungen       | Höchstplatzierung | Wochen |
| ------------------------------ | ----------------- | ------ |
| Deutschland (GfK)              | 8 (13 Wo.)        | 13     |
| Österreich (Ö3)                | 11 (14 Wo.)       | 14     |
| Schweiz (IFPI)                 | 18 (16 Wo.)       | 16     |
| Vereinigte Staaten (Billboard) | 20 (20 Wo.)       | 20     |
| Vereinigtes Königreich (OCC)   | 11 (11 Wo.)       | 11     |

| ChartsJahrescharts (2003) | Platzierung |
| ------------------------- | ----------- |
| Deutschland (GfK)         | 72          |
| Österreich (Ö3)           | 72          |

### Auszeichnungen für Musikverkäufe
| Land/Region                  | Auszeichnungen für Musikverkäufe (Land/Region, Auszeichnung, Verkäufe) | Verkäufe |
| ---------------------------- | ---------------------------------------------------------------------- | -------- |
| Australien (ARIA)            | 2× Platin                                                              | 140.000  |
| Kanada (MC)                  | Gold                                                                   | 40.000   |
| Neuseeland (RMNZ)            | Gold                                                                   | 15.000   |
| Vereinigte Staaten (RIAA)    | —                                                                      | 180.000  |
| Vereinigtes Königreich (BPI) | Silber                                                                 | 200.000  |
| Insgesamt                    | 1× Silber · 2× Gold · 2× Platin ·                                      | 575.000  |

Hauptartikel: Pink (Musikerin)/Auszeichnungen für Musikverkäufe